# Рощинский сельский округ (Кызылжарский район)
Рощинский сельский округ (каз. Рощин ауылдық округі) — административная единица в составе Кызылжарского района Северо-Казахстанской области Казахстана. Административный центр — село Пеньково.
Население — 2226 человек (2009, 2309 в 1999, 2397 в 1989).

## Социальные объекты
В каждом населенном пункте функционирует медицинский пункт. Имеется машина скорой помощи.
В сельском округе работают две средние и одна основная школы, детский сад «Асель» и два мини-центра для детей дошкольного возраста.
В селе Пеньково функционирует Дом культуры, библиотека.

## Состав
В состав сельского округа вошла часть Светлопольского сельского округа (село Белое).
В состав округа входят такие населенные пункты:
| Населенный пункт | Население, человек (1989) | Население, человек (1999) | Население, человек (2009) |
| ---------------- | ------------------------- | ------------------------- | ------------------------- |
| Белое, село      | 1043                      | 918                       | 866                       |
| Березовка, село  | 417                       | 343                       | 402                       |
| Пеньково, село   | 937                       | 1048                      | 958                       |